# 近藤信宏
近藤 信宏（こんどう のぶひろ、1964年7月18日 - ）は、日本の男性アニメーション演出家、アニメーション監督。株式会社ブリッジ取締役。東京都生まれ、新潟県長岡市育ち。

## 参加作品

### テレビアニメ
1988年
- 魔神英雄伝ワタル（1988年 - 1989年、絵コンテ・演出）

1989年
- 魔動王グランゾート（1989年 - 1990年、ストーリーボード・演出）

1990年
- 魔神英雄伝ワタル2（1990年 - 1991年、絵コンテ・演出）

1991年
- 絶対無敵ライジンオー（絵コンテ・演出）

1992年
- ママは小学4年生（絵コンテ・演出）

1994年
- 機動武闘伝Gガンダム（絵コンテ）
- ヤマトタケル（絵コンテ・演出）

1995年
- クマのプー太郎（1995年 - 1996年、絵コンテ）

1996年
- 少年サンタの大冒険!（絵コンテ）
- 逮捕しちゃうぞ（1996年 - 1997年、絵コンテ）
- モジャ公（絵コンテ）
- 天空のエスカフローネ（絵コンテ）

1997年
- こちら葛飾区亀有公園前派出所（絵コンテ）
- YAT安心!宇宙旅行（絵コンテ）
- マスターモスキートン'99（絵コンテ）
- 超魔神英雄伝ワタル（1997年 - 1998年、絵コンテ・演出）
- みすて♡ないでデイジー（絵コンテ）

1998年
- YAT安心!宇宙旅行（第2期）（絵コンテ）
- 浦安鉄筋家族（絵コンテ・演出）
- Night Walker -真夜中の探偵-（絵コンテ）
- ももいろシスターズ（絵コンテ）

1999年
- 日本一の男の魂（絵コンテ）
- イケてる2人（絵コンテ）
- 逮捕しちゃうぞ Special（絵コンテ）
- 日本一の男の魂2（絵コンテ）
- 天使になるもんっ!（絵コンテ・演出）

2000年
- ポケットモンスター（絵コンテ）

2001年
- 逮捕しちゃうぞ SECOND SEASON（助監督・絵コンテ）
- 激闘!クラッシュギアTURBO（2001年 - 2002年、絵コンテ）

2002年
- しあわせソウのオコジョさん（絵コンテ）
- ヒートガイジェイ（絵コンテ）

2004年
- SDガンダムフォース（副監督・脚本・絵コンテ・演出）
- ケロロ軍曹（2004年 - 2011年、監督〈3rdシーズン以降〉・絵コンテ・OP絵コンテ・ED絵コンテ・ED演出）
- モンキーターンV（絵コンテ）
- 焼きたて!!ジャぱん（2004年 - 2005年、絵コンテ）

2005年
- ゾイドジェネシス（絵コンテ）
- 銀牙伝説WEED（絵コンテ）

2008年
- ヴァンパイア騎士 Guilty（絵コンテ）

2011年
- プリティーリズム・オーロラドリーム（絵コンテ）
- うたの☆プリンスさまっ♪ マジLOVE1000%（絵コンテ）

2012年
- プリティーリズム・ディアマイフューチャー（絵コンテ）
- 超速変形ジャイロゼッター（2012年 - 2013年、絵コンテ）

2013年
- 聖闘士星矢Ω（絵コンテ）
- アイカツ!（2013年 - 2015年、絵コンテ）
- 団地ともお（2013年 - 2014年、絵コンテ）

2014年
- ノブナガン（監督・絵コンテ）
- FAIRY TAIL（2014年 - 2015年、絵コンテ）

2015年
- わしも WASIMO（絵コンテ・演出）
- ジュエルペット マジカルチェンジ（監督・絵コンテ・OP絵コンテ・ED絵コンテ・ED演出）
- GATE 自衛隊 彼の地にて、斯く戦えり（絵コンテ）

2016年
- 少年アシベ GO! GO! ゴマちゃん（2016年 - 2017年、監督・絵コンテ）
- 聖戦ケルベロス 竜刻のファタリテ（監督・絵コンテ・ED絵コンテ）
- うたの☆プリンスさまっ♪ マジLOVEレジェンドスター（絵コンテ）
- リルリルフェアリル〜妖精のドア〜（絵コンテ）

2017年
- 少年アシベ GO! GO! ゴマちゃん（第2期）（2017年 - 2018年、監督・絵コンテ）
- カードファイト!! ヴァンガードG Z（2017年 - 2018年、監督・絵コンテ・ED絵コンテ）

2018年
- 少年アシベ GO! GO! ゴマちゃん（第3期）（2018年 - 2019年、監督・絵コンテ）
- ムヒョとロージーの魔法律相談事務所（監督・絵コンテ）

2019年
- 少年アシベ GO! GO! ゴマちゃん（第4期）（監督・絵コンテ）

2020年
- 遊☆戯☆王SEVENS（2020年 - 2022年、監督・絵コンテ）
- ムヒョとロージーの魔法律相談事務所（第2期）（監督・絵コンテ）

2022年
- 遊☆戯☆王ゴーラッシュ!!（2022年 - 2025年、監督・絵コンテ）

### 劇場アニメ
1991年
- らんま1/2 中国寝崑崙大決戦! 掟やぶりの激闘篇!!（絵コンテ・演出）

2002年
- 激闘!クラッシュギアTURBO カイザバーンの挑戦!（監督）

2006年
- 超劇場版ケロロ軍曹（監督・絵コンテ）

2007年
- ちびケロ ケロボールの秘密!?（監督・脚本・絵コンテ・演出）

2008年
- 武者ケロ お披露目!戦国ラン星大バトル!!（監督・脚本・絵コンテ）

2009年
- ケロ0 出発だよ! 全員集合!!（監督・絵コンテ）

2014年
- 劇場版 アイカツ!（絵コンテ）

### OVA
1990年
- 魔動王グランゾート 最後のマジカル大戦（ストーリーボード・演出）

1991年
- けっこう仮面（監督（第1話・第2話））

1992年
- 魔動王グランゾート 冒険編（監督・ストーリーボード）

1993年
- 魔神英雄伝ワタル 終わりなき時の物語（1993年 - 1994年、ストーリーボード・演出）

1995年
- KEY THE METAL IDOL（1995年 - 1996年、絵コンテ・演出）
- 聖羅ヴィクトリー（絵コンテ・演出）

2000年
- 鬼点睛（監督）
- 創世聖紀デヴァダシー（2000年 - 2001年、監督）

2001年
- マリンとヤマト 不思議な日曜日（絵コンテ）
- Z.O.E 2167 IDOLO（ストーリーボード）

2011年
- 戦場のヴァルキュリア3 誰がための銃瘡（監督・絵コンテ・OP絵コンテ）

### ゲーム
1998年
- 超魔神英雄伝ワタル ANOTHER STEP（絵コンテ・演出）

### その他
2000年
- GUNDAM THE RIDE ‐宇宙要塞A BAOA QU‐（監督・絵コンテ・演出）

2021年
- 「STOP!海賊版」ケロロ軍曹xNO MORE映画泥棒（監修）